# Inula helvetica
Inula helvetica là một loài thực vật có hoa trong họ Cúc. Loài này được Weber mô tả khoa học đầu tiên năm 1784.